# Lansettfiskar
Lansettfiskarna (Cephalochordata) är en understam till ryggsträngsdjuren. Jämfört med andra ryggsträngsdjur, till exempel ryggradsdjur, har de en mycket okomplicerad uppbyggnad. De har till exempel ingen egentlig ryggrad, men en mycket enklare ryggsträng som motsvarighet. Lansettfiskar består av två familjer, Asymmetronidae samt Branchiostomidae, med totalt cirka 20 stycken arter. 
Lansettfiskarna anses kunna ge ledtrådar om hur ryggradsdjuren utvecklades. 

## Anatomi
På grund av sitt speciella utseende tolkades lansettfiskar vid djurgruppens upptäckt inte som ryggsträngsdjur utan som blötdjur. I kroppsformen liknar de, som namnet antyder, en lansett. Den största arten, Branchiostoma lanceolatum, uppnår en storlek av 5 till 7 centimeter. De saknar huvud, käkar, pariga lemmar och hjärta. Hjärnan är endast antydd, och av de högre sinnesorganen finns bara en "luktgrop" samt synorgan av enklaste slag.
För tolkningen av lansettfiskarnas fylogenetiska ställning relativt de högre djuren är det av betydelse, att de nämnda egenskaperna hos de förra uppträder i en utbildning, som närmast överensstämmer med förhållandena hos de högre ryggradsdjurens foster.
Mellan det centrala nervsystemet och tarmkanalen ligger en cylindrisk, fram- och baktill tillspetsad sträng, bestående av en elastisk substans, den så kallade ryggsträngen.
Det centrala nervsystemet hos lansettfiskarna utgörs av ett nästan cylindriskt rör, vars främsta blåsformigt utvidgade ända motsvarar de högre djurens hjärna. Munöppningen är omgiven av tentakler och leder in i en munhåla. På denna följer den av många springor genombrutna gältarmen, som upptar mera än en tredjedel av hela tarmkanalen. Hos larven öppnar sig gälspringorna omedelbart på kroppens yta, hos det fullbildade djuret i en särskild hålighet. Gältarmen fortsättes i ett fullkomligt rakt tarmrör med osymmetriskt belägen analöppning. Tarmrörets främre del är försedd med en oparig, framåtriktad blindsäck, som anses motsvara de högre ryggradsdjurens lever.

## Utbredning
De är utspridda över hela världen, längs tempererade och tropiska kuster där de befinner sig i det grunda vattnet, vanligtvis nedbäddade i sandbottnen.
Vid Skandinaviens västkust anträffas Branchiostoma lanceolatum. Födan utgörs av små organismer som tas upp genom filtrering av vattnet.